# Bruno Canfora
Bruno Canfora (Milán, 6 de noviembre de 1924 – Piegaro, 4 de agosto de 2017) fue un compositor, director de orquesta y arreglista de jazz italiano.

## Biografía
Canfora estudió piano a temprana edad y posteriormente estudió oboe en el Conservatorio Giuseppe Verdi en Milán. Durante la Segunda Guerra Mundial, tocó en diferentes conciertos con su grupo en Trieste. Después de la guerra, se trasladó a Turín y se convirtió en director de la Castellino Danze Orchestra.
En ese tiempo, compuso para diferentes programas de televisión y películas de cine, Canfora es conocido sobre todo por sus canciones pop, particularmente por su colaboración con Mina, a la que le compuso Brava, Un bacio è troppo poco, Mi sei scoppiato dentro il cuore, Sono come tu mi vuoi y Vorrei che fosse amore (estas dos últimas traducidas al francés y español). En la década de los 60, hizo giras con Mina por Japón y escribió un éxito para ella en ese país: "Anata To Watashi". También compuso canciones para Rita Pavone, Ornella Vanoni, Shirley Bassey y las Kessler Twins. 
La canción del Festival de Sanremo "La Vita" y fue un éxito al convertirlo Shirley Bassey con This Is My Life. 
 Por otro lado, Canfora fue el director de orquesta  en el Festival de Sanremo en 1961, 1988 y 1993. EN el Festivals de Eurovisión, fue el director musical de la edición de la edición de 1991 celebrada en Roma. Dirigió la entrada de la canción italiana "Comme è ddoce 'o mare" de Peppino di Capri.

## Filmografía
- Un ángel pasó por Brooklyn (Un angelo è sceso a Brooklyn) (1957)
- El cebo (1958)
- La reina de los bárbaros (La regina dei tartari) (1960)
- Uncas, el fin de una raza (1965)
- La pícara Rita (Rita la zanzara) (1966)
- Escapada a lo loco (Io non scappo... fuggo) (1970)
- El día del Señor (Nel giorno del signore) (1966)
- La otra cara del Padrino (L'altra faccia del padrino) (1973)
- Con la ley y con el hampa (Il trucido e lo sbirro) (1976)
- Harry el justiciero (La banda del trucido) (1977)